# Chenghua
Chenghua (xinès: 成化; pinyin: Chéng Huà) (1447-1487) vuitè emperador de la dinastia Ming (1368-1644) a la Xina.

## Biografia
Zhu Jianshen va néixer el 9 de desembre de 1447 i va regnar durant el període 1464-1487 amb el nom de Chenghua. Era el fill gran de l'emperador Zhengtong. Quan el seu pare va ser capturat pels mongols, el germa de Zhengtong es va proclamar emperador amb el nom de Jingtai i Zhu Jianshen va perdre el títol d'hereu i degradat a príncep, i no el va obtenir de fins que el seu pare va recuperar el poder.
Chenghua va ascendir al tron quan tenia 16 anys. Era una persona afable, aficionat a les arts i bon cal·lígraf. Però la seva difícil criança va deixar la seva empremta; es va convertir en una persona indecisa i propensa al quequeig.
Durant els primers anys de regnat, l'Imperi va estar dirigit per un consell de 12 regents, que va aplicar una sèrie de reformes i millores amb reducció d'impostos, millores en la Gran Muralla, reorganització de l'exèrcit i mesures beneficioses per als camperols. Però les polítiques positives no va durar molt de temps i el govern va caure en mans dels funcionaris corruptes, i el seu regnat va estar condicionat per dues fonts de poder indirecte, per una part els consellers eunucs, especialment Wang Zhi i per una altra la concubina Wang, molt més gran que Chenghua.
Va tenir dues esposes, 16 concubines, 12 fills i 6 filles.
Els darrers anys van ser negatius, amb inundacions (1482), fams (1484) i revoltes dels camperols a Shanxi i Shaanxi, que van ser reprimides amb gran violència.
Va morir el 9 de setembre de 1487 i està enterrat en la tomba de la muntanya Maoling amb el nom pòstum o de temple de Xianzong. El va succeir el seu tercer fill amb el nom d'emperador Hongzhi.

## Nota
En la lectura de les dades cal tenir en compte que segons les diverses fonts consultades hi pot haver diferències en la denominació dels emperadors, que com a mínim utilitzen tres nomenclatures: el nom de naixement, el nom de regnat o època i el nom pòstum o de temple.També passa el mateix amb les dates, fruit de la translació del calendari xinès al calendari occidental.